# Aït Melloul
Aït Melloul (em tifinague: ⴰⵢⵜ ⵎⵍⵍⵓⵍ) é uma cidade do sul de Marrocos, situada na margem sul da foz do uádi (rio) Suz (Souss), em frente a Inezgane, na área suburbana de Agadir, a cerca de 12 km a sul do centro daquela cidade. Faz parte da prefeitura de Inezgane-Aït Melloul e da região de Souss-Massa-Drâa. Em 2004 tinha 130 105 habitantes.
Era uma pequena aldeia até aos anos 1960, quando se tornou um centro urbano importante, em grande medida devido a ser um cruzamento de rotas em direção ao sul. Atualmente é o centro de uma concentração urbana com mais de 150 000 pessoas e um centro de serviços para toda a área do Souss e outras regiões a sul.[carece de fontes?]
A população original era constituída, entre outras, por gente das tribos Ait Aderdour, Aït Kaddour, Aït Aaiad e Aït Ihahan, a que se juntaram depois chiadmas, doukkalas, aabdis, marrakchis, demnatis, chtoukis, houaris, roudanis e sahraouis.[carece de fontes?]